# Апартаменти (готельний номер)
Апартаменти — номери підвищеної комфортності (апартаменти, президентські, люкс, дуплекс). Повинні складатись з двох і більше житлових кімнат, а також не менше двох санітарних вузлів. Склад інших додаткових приміщень і обладнання, включаючи кухонне, визначається завданням на проектування. Рекомендується влаштування барної стійки, що прилягає до вітальні. У складі апартаментів допускається передбачати приміщення для помічників (житлову кімнату, службову кімнату із шафами, санвузол). Допускається проектування апартаментів (типу «дуплекс») у двох рівнях.
ДБН В.2.2-20:2008 ГОТЕЛІ [Архівовано 4 березня 2021 у Wayback Machine.]
За основні критерії, згідно з міжнародним стандартом щодо класифікації номерів, прийняті: площа; кількість житлових і нежитлових приміщень; комфорт; обсяг пропонованих вигод; місткість; санітарно-гігієнічне і технічне обладнання; оснащення меблями, інвентарем.
За міжнародною класифікацією номерів: апартамент (apartament) — номер квартирного типу з трьох і більше житлових кімнат — вітальні, спальні, кабінету, кухні (кухні-ніші), повного — ванни, умивальника, унітаза, душу, біде та додаткового санвузла. Розрахований для одніеї-двох осіб